# アカミミガメ属
アカミミガメ属（アカミミガメぞく、Trachemys）は、カメ目ヌマガメ科に属する属。模式種はアカミミガメ。

## 分布
アメリカ合衆国（プエルトリコ含む）、アルゼンチン北東部、イギリス（ケイマン諸島）、ウルグアイ、エルサルバドル、キューバ、グアテマラ、コスタリカ、コロンビア北部、ジャマイカ、ドミニカ共和国、ニカラグア、ハイチ、パナマ、バハマ（グレートイナグア島）、ブラジル（マラニョン州、リオグランデ・ド・スル州南部）、ベネズエラ（ファルコン州東部）、ベリーズ、ホンジュラス、メキシコ

## 形態
最大種はチュウベイクジャクガメで最大甲長60センチメートル（最大甲長50センチメートルとする文献もあり、またメキシコカワガメとの誤りとする説もある）と本属のみならずヌマガメ科最大種。最小種はテイラーアカミミガメで最大甲長22センチメートル。背甲は扁平か、ややドーム状に盛りあがる。甲板の表面は滑らかで、成長輪はあまり発達しない。属名は「ざらついたカメ、粗いカメ」の意で、甲板表面に皺が入る個体もいることに由来すると考えられている。
上顎の咬合面には突起が並ばない。
メスはオスに比べると背甲が幅広く甲高が高い。オスの成体は吻端が突出し、前肢の爪が曲線的に伸長する種もいる。また尾が太くて長く、尾をまっすぐに伸ばした状態では総排泄口全体が背甲の外側に位置する。さらに全身や一部が黒く変色（黒化、メラニズム）する個体もいる。メスは尾が細いうえに短く、尾をまっすぐに伸ばしても総排泄口の大部分が背甲よりも内側にある。

## 分類
以前はニシキガメ属やクーターガメ属と近縁とされ、これらの属に含めることも多かった。しかし近年の分子系統学的解析では、チズガメ属やキスイガメ属が本属の一部と単系統群を形成すると推定されている。
- Trachemys adiutrix　マラニョンクジャクガメ　Brazillian slider
- Trachemys callirostris　アゴブチクジャクガメ　Colombian slider
- Trachemys decorata　ハイチスライダー　Hispaniolan slider
- Trachemys decussata　キタアンティルスライダー　North Antillian slider
- Trachemys dorbigni　ミナミクジャクガメ　D'Orbigny's slider
- Trachemys emolli　ニカラグアクジャクガメ　Nicaraguan slider
- Trachemys gaigeae　プラトーアカミミガメ　Plateau slider
- Trachemys nebulosa　ウスグロキミミガメ　Northwest Mexican slider
- Trachemys ornata　メキシコクジャクガメ　Ornata slider
- Trachemys scripta　アカミミガメ　Common slider
- Trachemys stejnegeri　スタイネガースライダー　Central Antillian slider
- Trachemys taylori　テイラーアカミミガメ　Cuatrocienegas slider
- Trachemys terrapen　ジャマイカスライダー　Jamaican slider
- Trachemys venusta　チュウベイクジャクガメ　Meso-American slider
- Trachemys yaquia　ヤキクジャクガメ　Yaqui slider

## 生態
河川や湖、池沼などに生息するが、汽水域に生息する亜種もいる。別名や和名、英名にもあるスライダー（slider）は「滑る者」の意。日光浴などをしている最中に驚き水中に滑る様に逃げることが由来とされるが、ニシキガメ属やクーターガメ属も含めた総称として用いられることもある。
食性は雑食で、昆虫、甲殻類、貝類、魚類、カエル、動物の死骸、水生植物、藻類などを食べる。成長に伴い植物食傾向が強くなる。
繁殖形態は卵生。上記のオスの前肢の爪が伸長する種では、メスの頭部の前でオスが前肢を振るわせて求愛する。前肢の爪が伸長しない種では求愛を行わずメスに噛みついて動きを止めた後に交尾を行う種もいる。主に淡水域の水辺で産卵するが、チュウベイクジャクガメの一部個体群は海辺の砂浜に卵を産む。

## 人間との関係
生息地では食用とされる事もある。
開発による生息地の破壊、水質汚染、食用やペット用の乱獲などにより生息数が減少している種もいる。多くの種、亜種では生息地では保護され、採集や流通が規制、禁止されている国や種もいる。
ペットとして飼育されることもあり、日本にも輸入されている。主にアカミミガメ（特に亜種ミシシッピアカミミガメ）の飼育下繁殖個体が流通するが、他種は飼育下繁殖個体が少数もしくはまれに流通するか流通例がない。日本においては、以前はアカミミガメの別亜種や本属の構成種、別属の構成種が区別されずミドリガメとして販売されていたこともある。アクアリウムやアクアテラリウムで飼育される。多くの種は大型になるため、大型のケージが必要になる。

## 画像

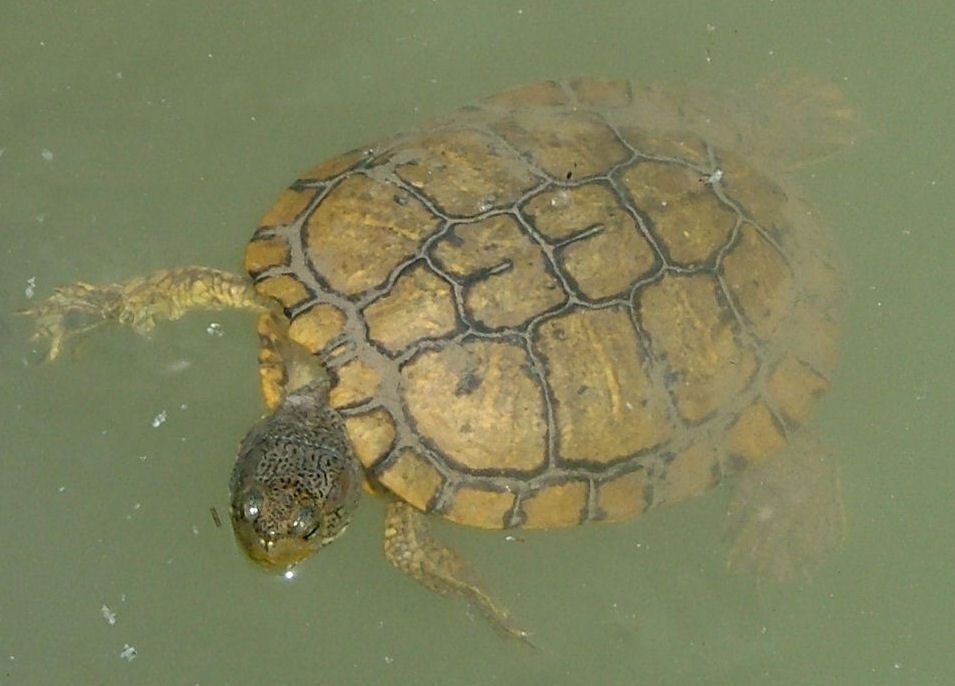
キタアンティルスライダー T. decussata
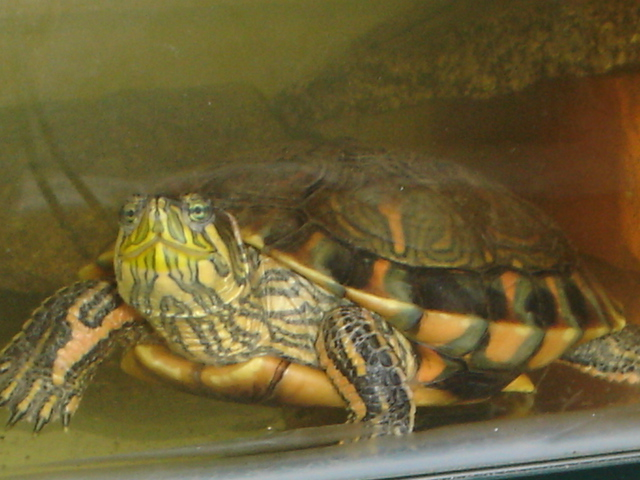
ミナミクジャクガメ T. dorbigni
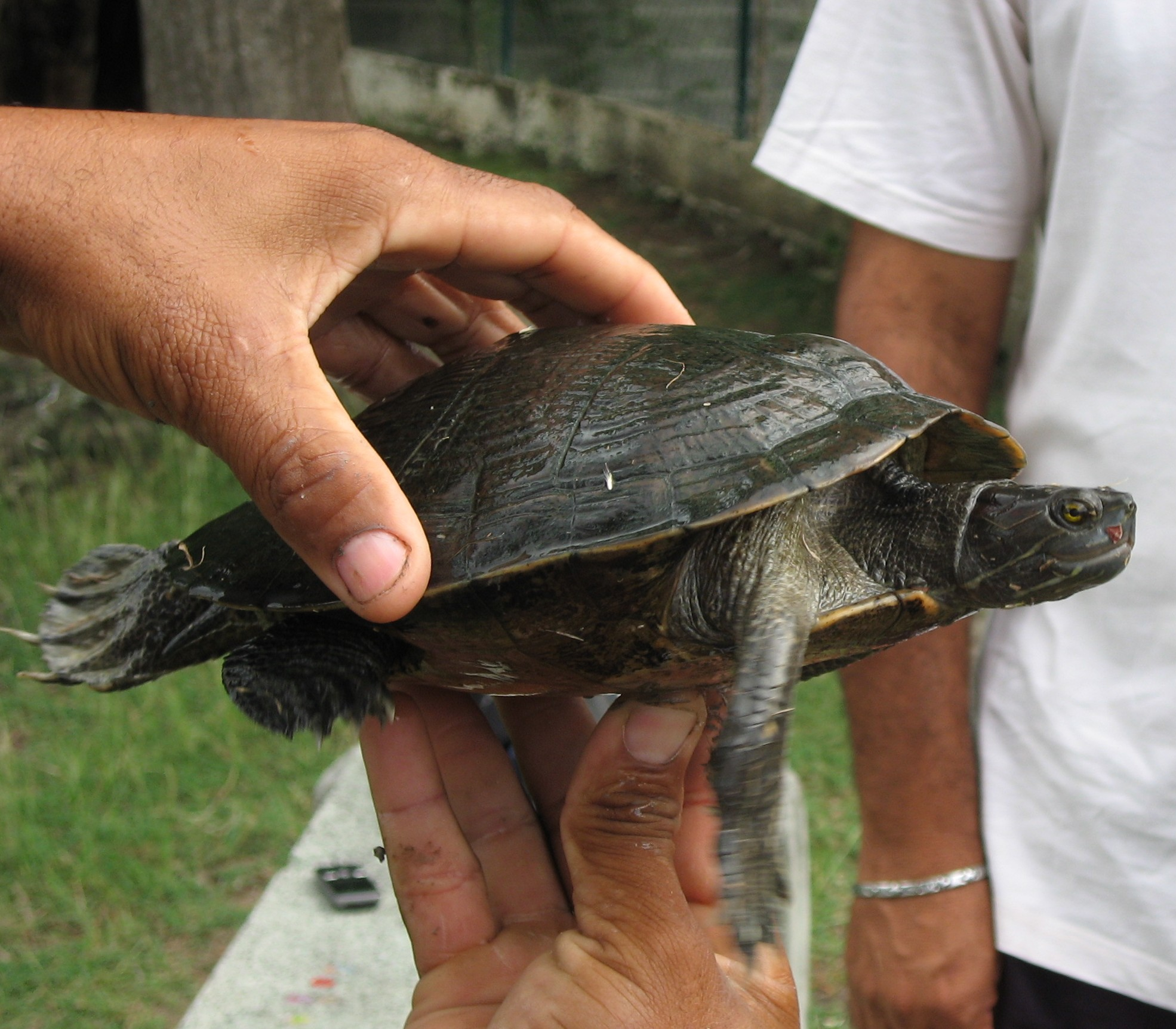
スタイネガースライダー T. stejnegeri